# Romulea minutiflora
Romulea minutiflora är en irisväxtart som beskrevs av Friedrich Wilhelm Klatt. Romulea minutiflora ingår i släktet Romulea och familjen irisväxter. Inga underarter finns listade i Catalogue of Life.